# Локнисте
Локни́сте — село в Україні, у Чернігівському районі (до 2020 року у Менському Районі) Чернігівської області. Входить до складу Березнянської селищної громади. Населення становить 1239 осіб. До 2020 року орган місцевого самоврядування — Локнистенська сільська рада.
Між Селом Локнисте та селом Гориця (Чернігівська обл.) Було знайдено поселення часів неоліту та, стоянку часів Русі.
Також в ньому знаходиться Урочище Голеньово